# Think (chanson)
Pour les articles homonymes, voir Think.
Clip vidéo
[vidéo] « Aretha Franklin - Think  », sur YouTube
[vidéo] « Aretha Franklin - Think (télévision 1968) », sur YouTube
[vidéo] « Aretha Franklin - Think - Film The Blues Brothers  », sur YouTube
Think (réfléchis) est une chanson de musique soul-rhythm and blues, écrite et composée par le couple américain Ted White (en) et Aretha Franklin. Elle l'enregistre en single chez Atlantic Records, extrait de son album Aretha Now de 1968,. Un de ses premiers succès internationaux emblématiques, qu'elle reprend avec succès dans le film Les Blues Brothers de 1980.

## Historique
Après avoir commencé sa carrière gospel à l'âge de 12 ans, avec son père Clarence LaVaughn Franklin, pasteur baptiste de Détroit, pour devenir rapidement « la Reine de la musique soul » américaine (musique de l'âme), Aretha Franklin (âgée de 19 ans) épouse l'auteur-compositeur-producteur-manager Ted White (en) (âgé de 30 ans) qui prend en charge sa carrière en 1961, et avec qui elle a un fils Ted White Jr. en 1964.

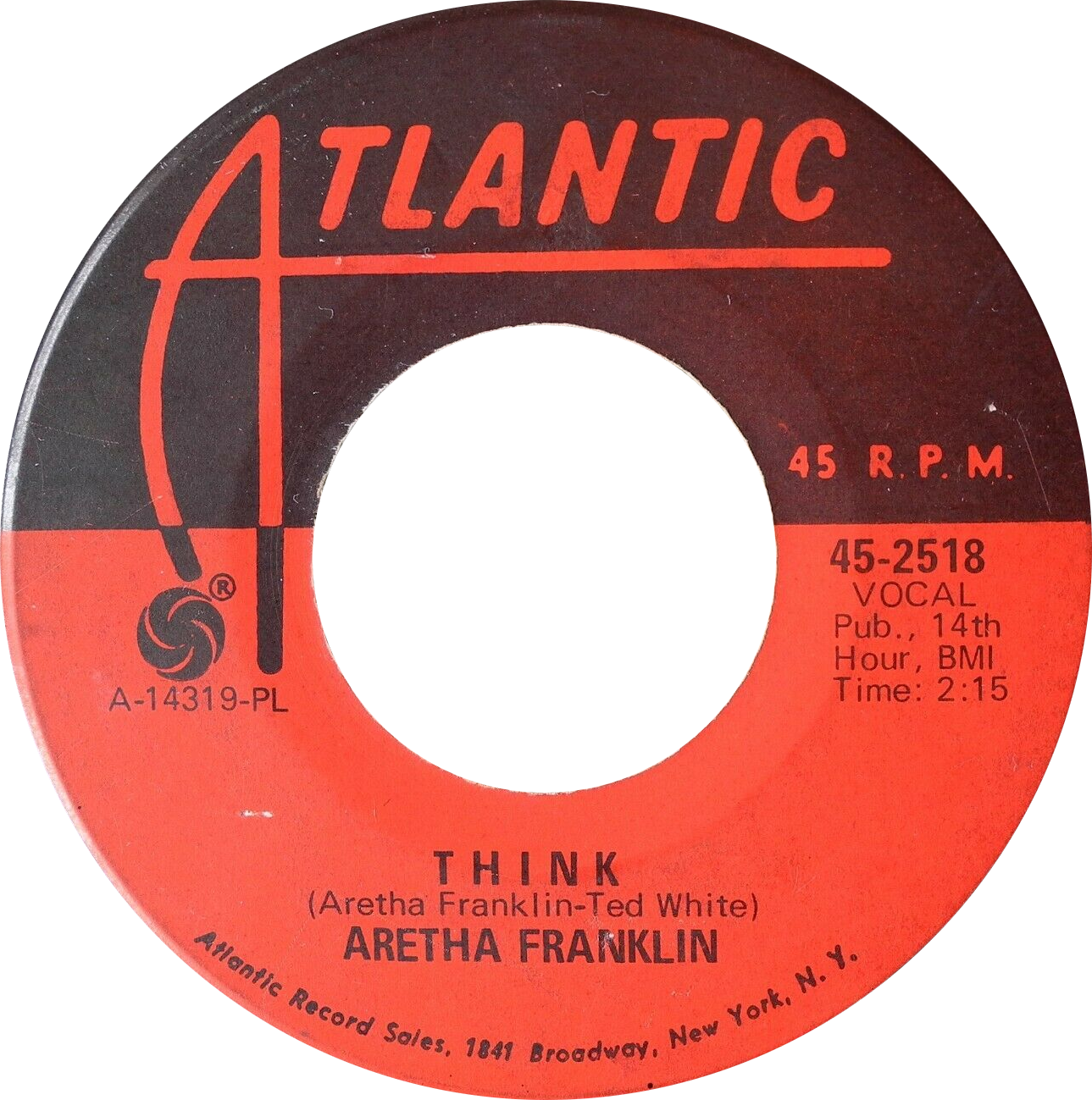
Disque 45 tours vinyle Atlantic Records de 1968.

Le couple compose, écrit et enregistre quelques-uns des premiers succès de son répertoire (avec elle-même au piano) dont Don't Let Me Lose This Dream, ou Dr Feelgood, de leur album I Never Loved a Man the Way I Love You (Je n'ai jamais aimé un homme comme je t'aime) de 1967... Ses chansons d'amour féministes emblématiques internationales suivantes de 1967, dont I Never Loved a Man (the Way I Love You), Do Right Woman – Do Right Man, Respect, Chain of Fools, ou encore ce tube Think (1968) sont écrites entre autres sur le thème personnel (socialement très étendu à d'autres causes avec le temps) de l'amour fou, du mariage, des relations conflictuelles de couple, du respect, de la « réflexion des conséquences à long terme de nos actes »,,,,,,,... :
You better think (think), think about what you're trying to do to me, think (think, think), let your mind go, let yourself be free…
« Tu devrais réfléchir, réfléchir à ce que tu essaies de me faire, réfléchis (réfléchis, réfléchis), laisse aller ton esprit, permets toi d'être libre… Je dois changer ta façon de réfléchir (penses-y), chéri, chéri, chéri (parlons-en), woo, parlons-en bébé… ».
Après son titre emblématique Respect (reprise d'Otis Redding classée no 1 des ventes aux États-Unis et vendue à plus d'un million d'exemplaires dans le monde) ce tube et l'album Aretha Now sont no 1 des ventes catégorie Hot R&B/Hip-Hop Songs du Billboard américain, et 7e du Billboard Hot 100…
Le couple conflictuel finit par divorcer en 1968, et Cecil Franklin (son frère) prend la direction de sa carrière. Le tube redevient un succès international avec sa reprise par Aretha Franklin dans le film humoristique Les Blues Brothers de 1980,,, et avec l'enregistement d'une nouvelle version pour son album Through the Storm (en) de 1989.

## Groupe
- Aretha Franklin : chant & piano
- Spooner Oldham : orgue Hammond
- Willie Bridges, Floyd Newman : saxophone baryton
- Charles Chalmers (en), Andrew Love : saxophone ténor
- Wayne Jackson : trompette
- Tommy Cogbill, Jimmy Johnson (en) : guitare
- Jerry Jemmott : guitare basse
- Roger Hawkins (en) : batterie
- The Sweet Inspirations : chœurs

## Au cinéma, musique de film
- 1980 : Les Blues Brothers, de John Landis, musique du film, par Aretha Franklin & The Blues Brothers.
- 1996 : Le Club des ex, d'Hugh Wilson.
- 2004 : Bridget Jones : L'Âge de raison, de Beeban Kidron.
- 2011 : Demain je me marie, de Vincent Giovanni, par Aretha Franklin.
- 2021 : Respect, de Liesl Tommy (en) (vie biographique d'Aretha Franklin).
- 2022 : The Orville (Saison 3, épisode 10), de Seth MacFarlane.

## Classements

### Aretha Franklin
| Chart                                     | Classement |
| ----------------------------------------- | ---------- |
| U.S. Billboard Pop Singles Chart          | 7          |
| U.S. Billboard Hot Rhythm & Blues Singles | 1          |
| UK Singles Chart                          | 26         |

### Katharine McPhee
| Chart                               | Classement |
| ----------------------------------- | ---------- |
| U.S. Billboard Pop 100              | 90         |
| U.S. Bubbling Under Hot 100 Singles | 21         |